# عشبة القوى الإيطالية
عشبة القوى الإيطالية (الاسم العلمي:Potentilla italica) هي نوع هجين من النباتات تتبع جنس عشبة القوى من الفصيلة الوردية.